# HAZARD
『HAZARD』（ハザード）は2006年の日本映画。

## スタッフ
- 監督・脚本 - 園子温
- 脚本協力 - 熊切和嘉
- オープニング曲「HAZARD」 - 作曲&歌唱・オダギリジョー、作詞・園子温
- 音楽 - 原田智英、倉一宏
- 撮影 - 柳田裕男
- 録音 - 中山隆匡
- 美術 - 丸山裕司
- 装飾 - 嵩村裕司
- 編集 - 掛須秀一
- ビジュアルデザイン - 手塚敦
- 助監督 - 天野修敬、廣田啓、土居真前
- 製作担当 - 金子賢太郎
- 整音 - 小宮元
- 音響効果 - シネマサウンドワークス
- 現像 - IMAGICA
- エグゼクティブプロデューサー - 鈴木直実、諸橋裕
- アソシエイトプロデューサー - 藤井真太郎
- プロデューサー - 鈴木剛
- 宣伝・配給 - アンプラグド
- 海外配給 - イレブンアーツ
- 製作委員会メンバー - エレン株式会社、マザーアーク株式会社、フィルムトラスト株式会社

## キャスト
- オダギリジョー - シン
- ジェイ・ウエスト - リー
- 深水元基 - タケダ
- 萩原明子 - シンの日本での恋人
- 石丸謙二郎 - 税関職員
- 池内博之 - 中国系マフィア
- 椋名凜
- 村上諭

## あらすじ
日本の大学生であるシンは、ぬるい日常に嫌気が指してニューヨークに旅立ち、純愛に身を焦がす日本人タケダや、日系ハーフのアイスクリーム工場経営者のリーと友情で結ばれる。タケダが片思いの相手であるナンシー・プードルに告白しに行く日に思わぬ事件が…

## 備考
- 撮影は2002年に行われたが公開されたのは4年後の2006年11月であった[1]。